# Paulina Constancia
Pour les articles homonymes, voir Constancia (homonymie).
Paulina Constancia, née Maria Paulina Constancia Cornejo Lee le 1er décembre 1970 à Cebu aux Philippines, est une artiste canadienne d'origine philippine.
Elle est considérée comme l'une des femmes artistes les plus prolifiques et influentes à Cebu[réf. nécessaire].

## Biographie
Paulina Constancia est une artiste aux multiples facettes mieux connue pour ses utilisations de couleurs vives, pour ses narrations capricieuses assemblées sur des carreaux de tissus, qui sont autant le reflet de son écriture.[Interprétation personnelle ?]
Son art a été présenté sur la quatrième de couverture du Reader's Digest (édition Asie-Pacifique, décembre 1997). Elle a publié un recueil de poésie bilingue appelé Brazos Abiertos (Bras ouverts, Poésie du Monde, Vancouver, 2003) et d'histoires courtes Cuentos Hispanofilipinos (contes hispano-philippins, Centre des Livres, Manille, 2009).
Elle a exposé son art aux Philippines, en Indonésie, en Thaïlande, en Malaisie, à Singapour, au Japon, aux Pays-Bas, au Mexique et dans plusieurs villes des États-Unis et du Canada. En 1997, elle a été présentée par les Philippines du Centenaire du Conseil de Coordination du Nord-est États-Unis dans un spectacle intitulé C'est Beau!, au Centre des Philippines dans la ville de New York. En 2000, sa collection de peintures patchwork appelé Kleur en ik in de geheime tuin /Hue & Iin a Secret Garden était présenté par le VHC-Vereniging Haarlemmermeer-Cebu (villes sœur de l'organisation de Haarlemmermeer et Cebu) au Centrum voor Kunst en Cultuur Hoofddrop et Kunst 2001 Galerie à Badhoevedorp.
Une collection permanente de son art peut être consultée au Paulina Constancia Musée de l'Art Naïf [MoNA], qui a ouvert officiellement le 18 mai 2013. Le musée fait partie de la culture du Programme d'Intendance de l'Ouest Gorordo Hôtel, à Cebu, aux Philippines.
Elle réside à Singapour avec son mari Michael Wortman et son fils Lucas Gabriel. Elle a activement développé son art dans son studio, les blogs, et enseigne les arts et l'artisanat ainsi que pratique l'art-thérapie pour les femmes et les enfants dans la Région Asie-Pacifique.